# Gill Dennis
Gill Dennis (* 25. Januar 1941 in Charlottesville, Virginia; † 13. Mai 2015 in Portland, Oregon) war ein US-amerikanischer Drehbuchautor.

## Werdegang
Gill Dennis war Student der ersten Regieklasse am American Film Institute im Jahr 1969 und unterrichtete später auch dort. Mit ihm in derselben Klasse waren Terrence Malick, Tom Rickman und Paul Schrader. Gill Dennis ist vor allem bekannt für den Film Walk the Line über den Countrysänger Johnny Cash, für den er das Drehbuch verfasste.

## Privatleben
Dennis war in erster Ehe 1969–1984 mit der Schauspielerin Elizabeth Hartman verheiratet.

## Filmografie (Auswahl)
- 1968: A Few Notes on Our Food Problem
- 1973: Intermission (Drehbuch & Regie)
- 1985: Oz – eine fantastische Welt (Return to OZ)
- 1989: Home Fires
- 1991: On My Own
- 1995: Without Evidence (auch Regie)
- 1996: Riders of the Purple Sage
- 2005: Walk the Line